# Єфрем Обренович

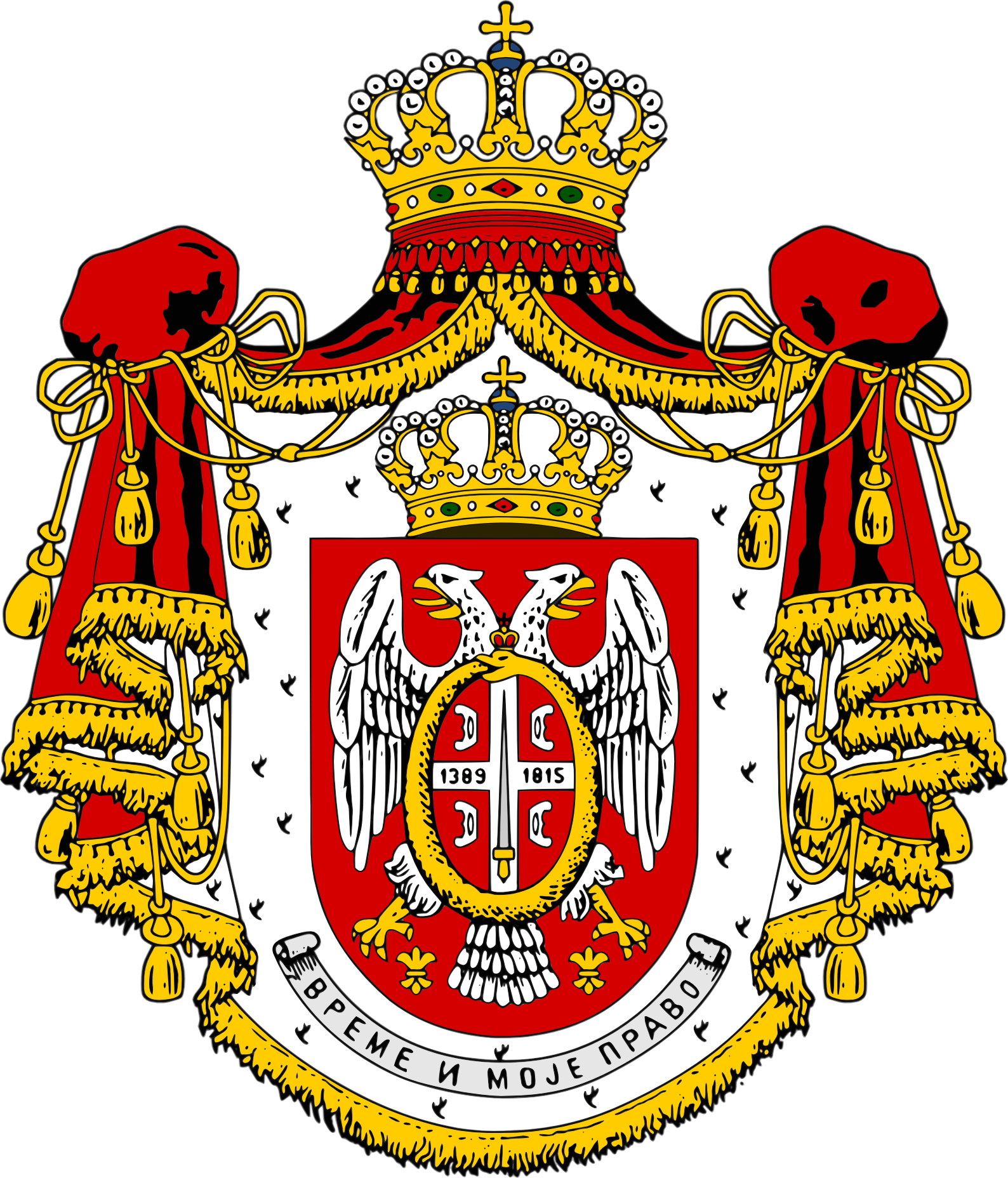
Родовий герб Обреновичів

Єфрем Обренович (серб. Јеврем Обреновић; Верхня Добриня, Османська імперія, 18 березня 1790 — Марашешти, Валахія,Османська імперія, 09 вересня 1856) — молодший брат принца Мілоша Великого Обреновича, благодійник і один з найвидатніших громадян Шабаца.

## Біографія
Єфрем народився в Добрині 1790 року. Єфрем був відокремлений від більшості його однолітків, між іншим, постійно читав книги. Був також наймолодшим з дев'яти дітей в сім'ї Мартиновича — Михайловича. Його мати Вішня Урошевіч була двічі одружена. Першим чоловіком був Обрен Мартинович, із села Брусніци, з яким мала трьох дітей. Після смерті чоловіка одружилася з бідним вдівцем Теодором Михайловичем, в селі Добриня. Вішня і Теодор мали трбох синів: Мілош, Йован і Єфрем. Предки Вішні були іммігрантами з Герцеговини, в цю область прийшли наприкінці XVII- початку XVIII ст. Після завершення австро-турецької війни (1788–1791), Теодор вмирає, залишивши сім'ю в злиднях.
Кілька років по тому, брати по матері — Якоб і Мілан, взяли матір разом з Мілошем, Йованом і Єфремом у свій маєток. Мілан Обренович справив великий вплив на виховання і розвиток молодших братів, про що свідчить той факт, що Мілош, Йован і Єфрем, які мали прізвище Теодоровичі, взяли прізвище брата по матері — Обренович. Для нього випала можливість і для проживання в будинку Миколи Лунєвіце, де він був в незвичайній гармонії і взаємній повазі, і Лунєвіца як один з найбагатших людей, лояльних до мирного прогресу і шанувальник освічених робітників, приймає вчителів у своєму будинку, в основному для своїх дітей. Вони були грамотні, без сумніву, використання його особистісного розвитку призведе пізніше Єфрема у більш тісні контакти з письменниками та іншими діячами культури, які спостерігали за могутнім покровителем. У двадцять п'ятому році свого життя і став Єфрем лідером визвольного руху сербії.

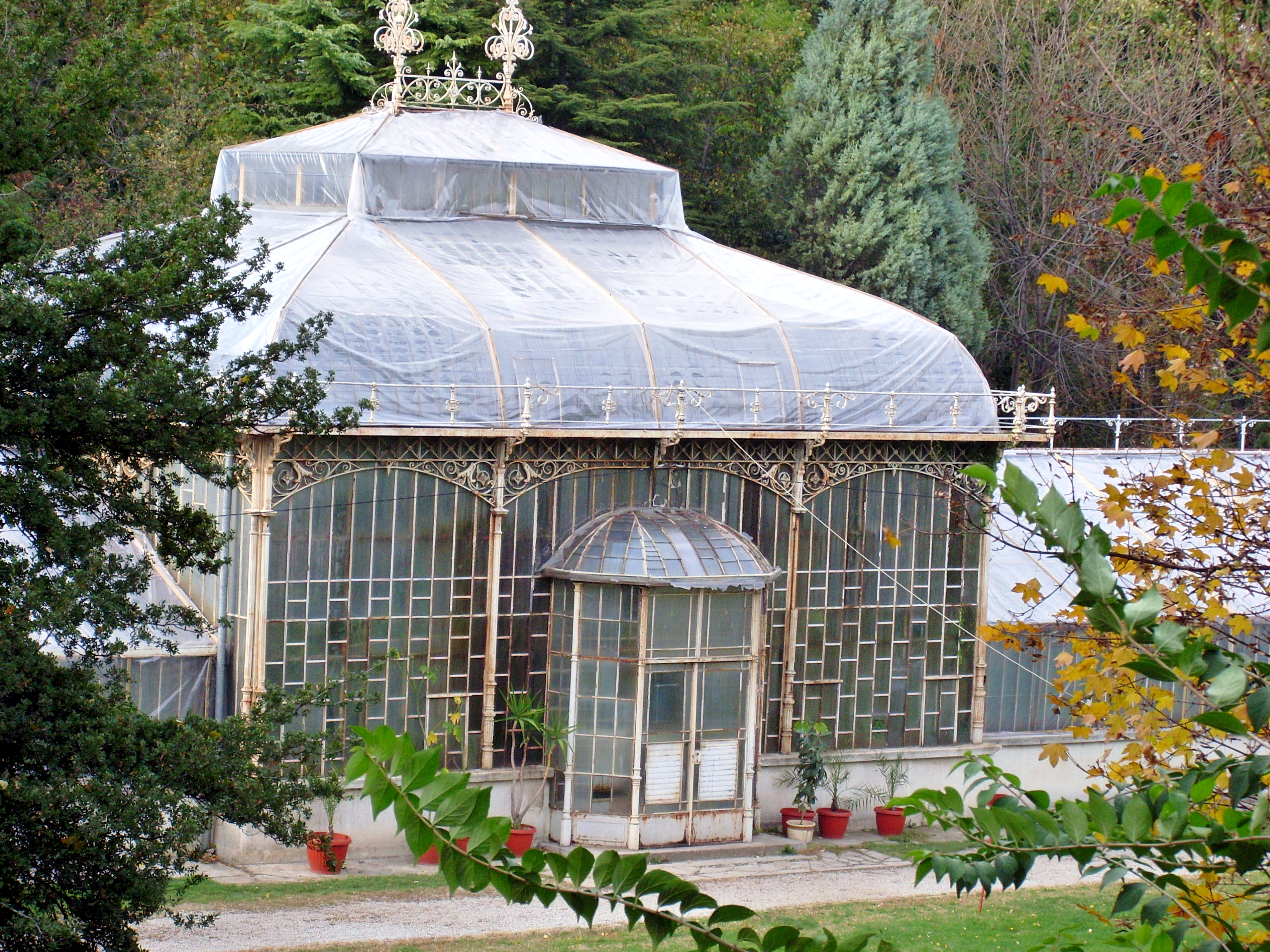
Літній будиночок у ботанічному саду Євремовац (імені Єфрема Обреновича) у Белграді

 За рахунок Мілоша,Єфрем прибуває в Остружніцу готуватися до повстання. Якийсь час він перебував в Белграді, але турки захопили його і закрили в фортеці Калемегдан. Дізнавшись, що серби на початку квітня в 1815 року знову взяли у руки зброю, Сулейман-паша Скопляк були готові вбити Єфрема, в Белграді тоді перебував Емін Ефенді. І у серпні в 1815 року Мілош і паша уклали мир, Єфрем був звільнений з в'язниці, де він провів близько шести місяців. 
Вже у такому положенні — як Господар Єфрем — він був покровителем освітнього прогресу. Деякі письменники, мандрівники отримували від Єфрема хвалу, прикраси. Категорично крім іншого, і професора Джорджа Магашевича, який подорожував в Сербії наприкінці серпня і на початку вересня 1827 року, перетнув Саву в Шабаці та отримав прекрасний прийом і похвалу, допомогу, яку він прийняв від Господара Єфрема. У 1835 році Єфрем віддав владу князеві Мілошу, в той час як він був залучений до Константинополя, а потім сів у палаці губернатора в Крагуєваце. Але після двох років, у зв'язку з непорозумінням, він став одним із князевих опонентів, на рік в 1839 році став одним з трьох регентів та головою цієї ради, яка очолила владу, принц Михаїл був ще неповнолітнім. У 1842 році Єфрем спочатку таємно, а потім публічно боровся за владу. Опозиція змогла зняти Мілоша від влади, але потім він зрозумів, що його шанси бути обраним Сербським князем малі, і тому до трону прийшов другий син Мілоша Михаїл. Однак відбулися зміни 1842 року, адже до влади знову повернулася династія Карагеоргієвичі і Єфрем увійшов до Валахії в його власність, де 8 вересень у 1856 році помер після тривалої хвороби. Пізніше був похований у монастирі Раковині під Белградом. 

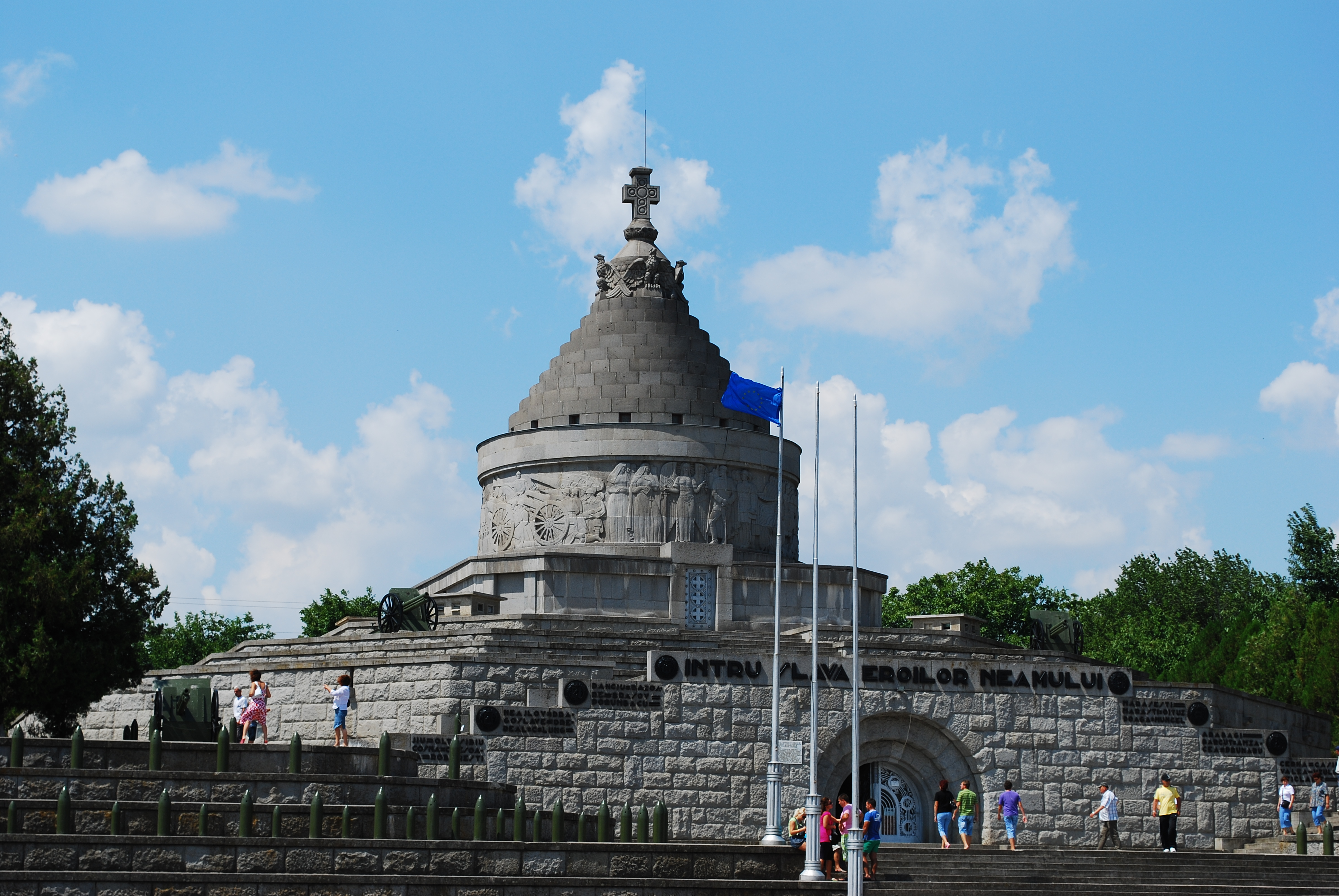
Мавзолей Єфрема Обреновича у Марашешти (Валахія)

Єфрем з дружиною Фоманією, дочкою герцога Анте Богичевіча мав п'ять дочок і сина Мілоша, син якого Мілан після смерті князя Михайла, був князем Сербії Міланом IV. Єфремова дочка Анка була одружена з Олександром Константіновичем, з яким вона мала четверо дітей, з яких Катерина і Олександр залишили потомство. Кетрін збиралася одружитися з принцом Михайлом Обреновичем. 

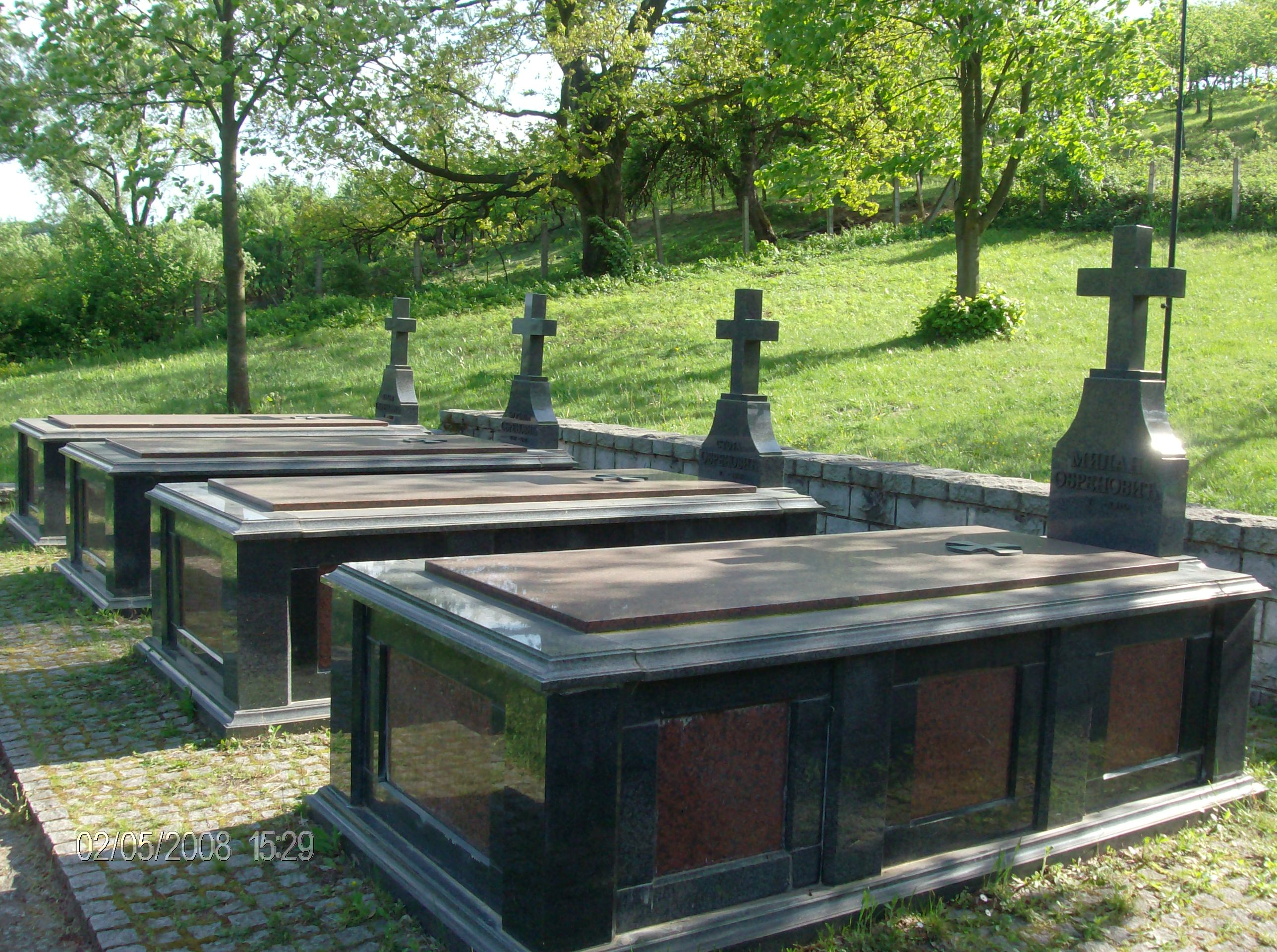
Могили Обреновичів у Брусніці

## Губернатор міста Шабац
У березні 1816 року Мілош Обренович зробив Єфрема губернатором міста Шабац. Йому було тоді всього 26 років. Єфрем Обренович у Шабацу мав численні обов'язки: збір податків, комунальних послуг та міського планування, створення та організації магістратури, організації здоров'я та профілактики хвороб і епідемій, придушення бандитизму, придушення заколотів, участь у дипломатичній діяльності і так далі. Він взяв участь у придушенні повстань студентів (1825) по-звірячому було вбито Мілоша Дака, був переданий військовим. Єфрем у Шабаці провів 15 років. Його перебування там називається «Єфремовий золотий вік». Його далекоглядні дії послідувала за основу останньому «Маленькому Парижі». У 1829 році Єфрем від Сомбора привів Джозефа Шлезінгера як вчителя музики для своїх дітей. Шлезінгер в Шабаці мав свою "музичну капелу", і незабаром 1 червня 1831 року Джозеф Шлезінгер був призначений капельмейстером військової музики в Крагуєваце. Завдяки Єфремовим передовим концепціям, Шабац став одним з перших міст в Сербії, там були школи, збільшувалася чисельність вчителів, лікарів, фармацевтів, артистів і так далі.

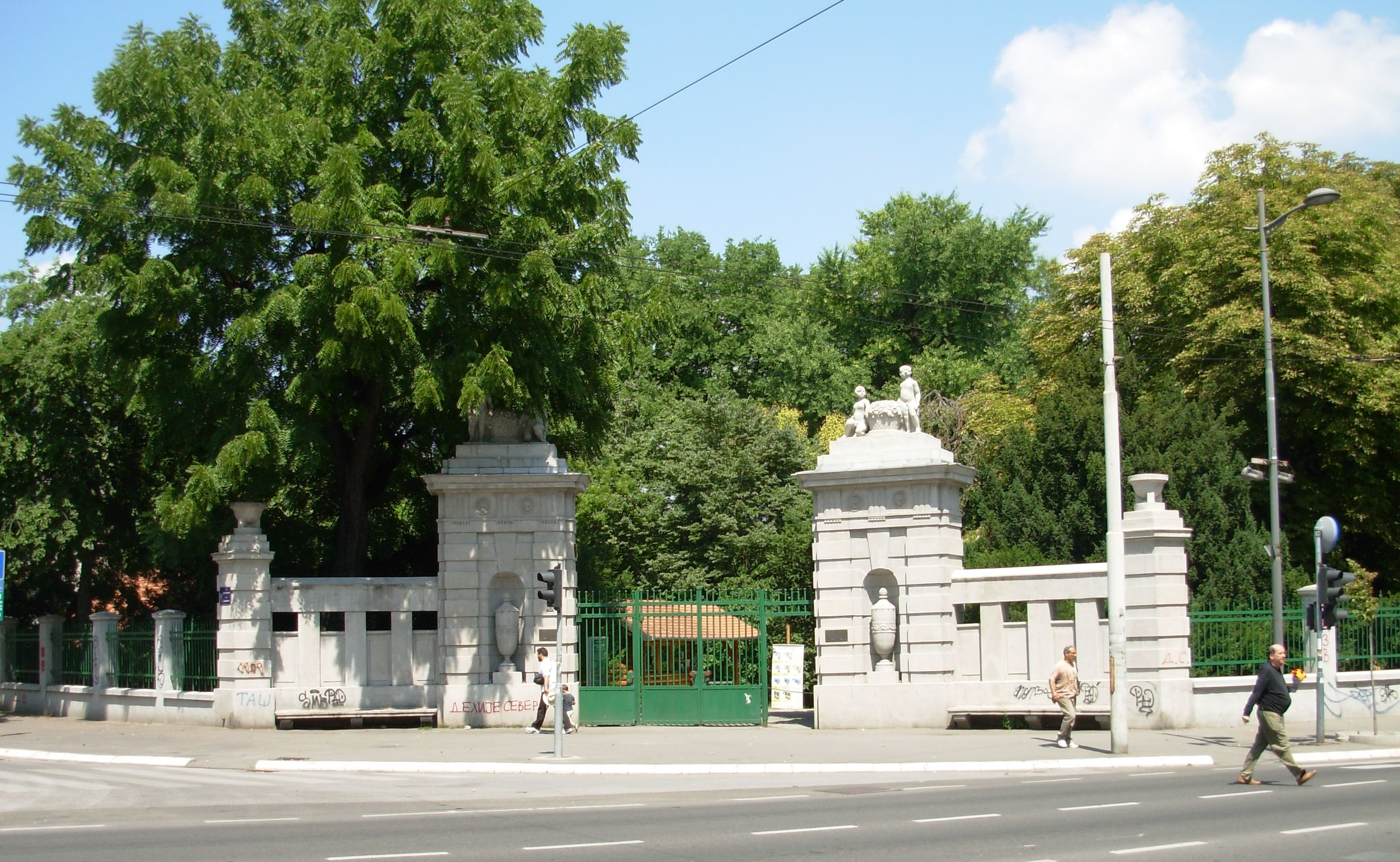
Головний вхід до ботанічного парку Євремовац у Белграді

Місто Шабац Єфрем відбудовував по європейському стилю, де вулиці з'єднуються під прямим кутом. Під час уряду Єфрема почав працювати ряд важливих інститутів: Шабацький Магістрат(1823), школа в церкві (за власні кошти Єфрема), цивільна лікарня з двома кімнатами (1826), де створена добре обладнана аптека (1826), казарми (будівля з чотирьох кімнат) для 60 солдатів і так далі. Яким Вуйлич показав, що в 1826 році в Шабаці знайшли добре укомплектовану аптеку з ліками на суму 5000 пенсів. Його роль в організації та роботі судової системи має першорядне значення. У господарську діяльность включалася боротьба з бандитизмом, що особливо лютує після 1817 року. Застосовуючи різкі, іноді навіть жорстокі заходи, Мілош і Єфрем вдалося знизити бандитизм до прийнятного рівня, можна навіть сказати, що він був ліквідований. У період з 1817 до 1835 року Єфрем брав участь у придушенні декількох повстань, під час російсько-турецької війни, його завданням було запобігти передачі турецьких військ з Боснії через Сербію, на східному фронті.
У 1824 році завершилося будівництво Єфремової квартири у Шабаці, гармонійної поверхової будівлі, яка була однією з найкрасивіших в Сербії. Населення почало жити за «європейськими» манерами. Будівля була місцем зустрічі підготовлених і освічених людей, інтелектуальна і мистецька еліта тодішнього сербського суспільства, яку Єфрем підтримував за власні кошти. Його будівля була у багатьох відношеннях важливою: перший фортепіано в колишній Сербії, перші сучасні ліжка та меблі і віденські столові прилади та були перші скляні вікна в Сербії. В його резиденції знаходилася знаменита бібліотека Єфрема (з роботами Лафонтена, Купера, Скотта, Шіллера тощо).

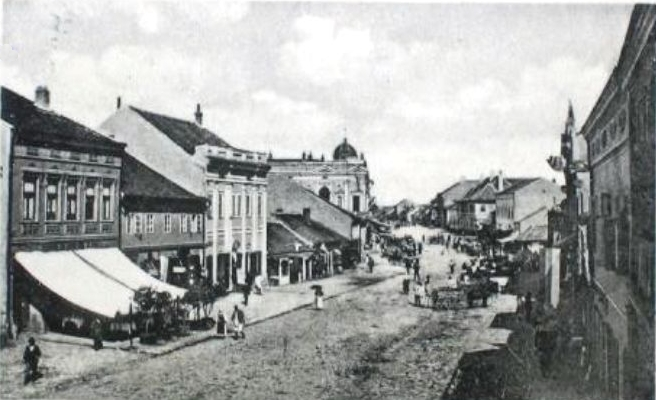
Вулиця імені Єфрема Обреновича у Белграді

## Губернатор міста Белград
У листопаді 1831 року принц Мілош назначив Єфрема губернатором міста Белград. У середині 1835 року був підвищений у званні до генерал-майора, і, крім того, він займав багато важливих положень: суперінтендант громадських будівель, глава Управління військової поліції, президент Державної ради, членом регентського уряду тощо. Під егідою Єфрема, починаючи з 1832 року було засновано в Белграді публічну бібліотеку напівдержавних інститутів.

## Діти
| Ім'я     | Роки життя  | Чоловік/дружина          |
| -------- | ----------- | ------------------------ |
| Сімка    | (1818-1837) | Йован Теодорович Герман  |
| Єлена    | (1818-?)    | Констянтин Хадія         |
| Анна     | (1821-1868) | Олександр Константинович |
| Катерина | (1826-1848) |                          |
| Стана    | (1828-1842) |                          |
| Мілош    | (1829-1861) | Марія Єлена Катарджи     |